# Jeanette Baroness Lips von Lipstrill
Jeanette Baroness Lips von Lipstrill (6. listopadu 1924 Volary – 8. března 2005 Vídeň) byla rakouská transgender umělkyně narozená v Československu. Byla poslední umělkyní v oboru uměleckého hvízdání.

## Život a kariéra

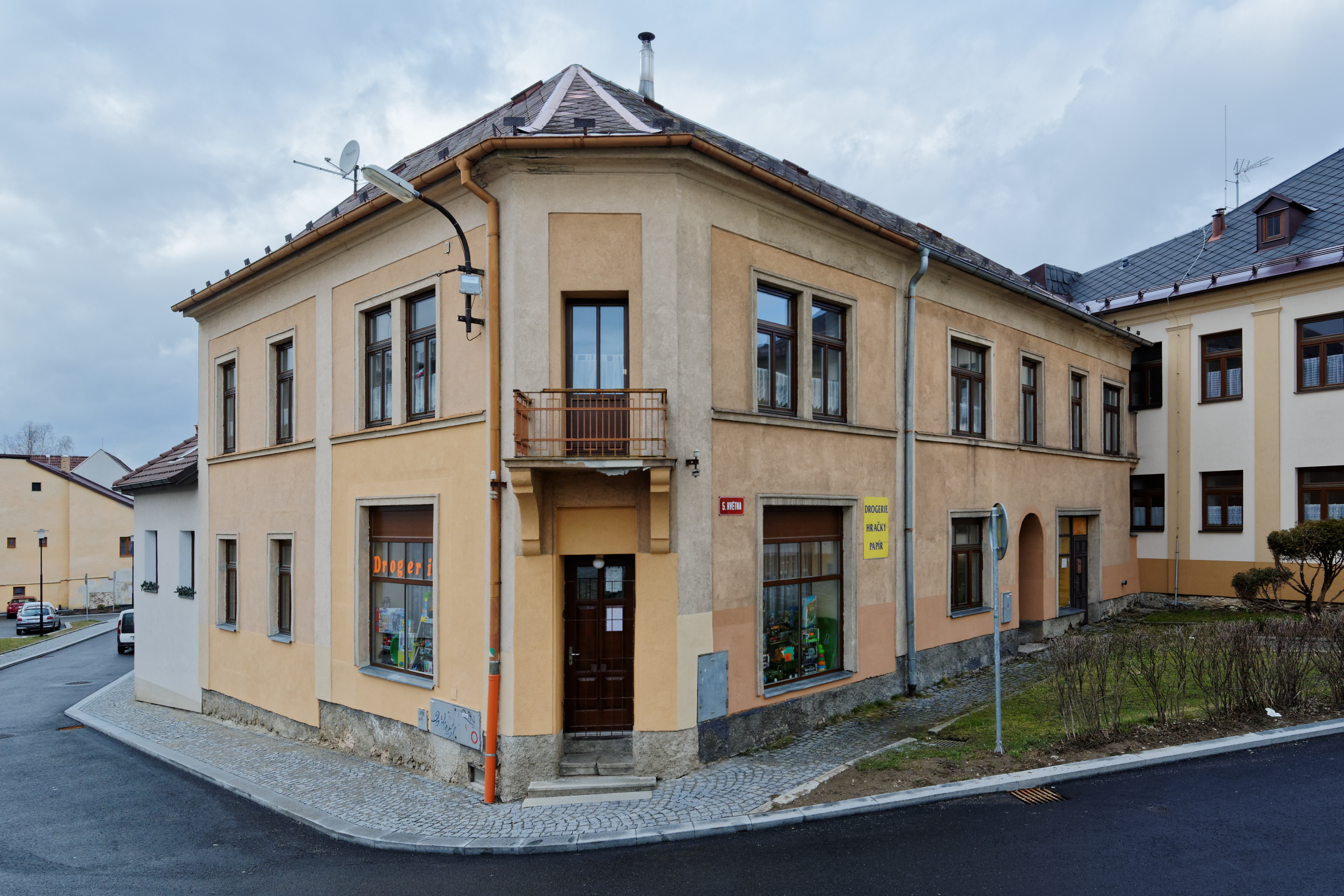
Rodný dům Jeanette Schmid ve Volarech

Schmid se narodila jako Rudolf Schmid v německé rodině ve Volarech v Československu. Již v brzkém mládí se začala oblékat do ženského oblečení a ráda zpívala a tančila. Vyučila se fotografkou. Ve věku 17 let byla odvedena do německé armády a ze služeb propuštěna po onemocnění tyfem.
Po konci války utekla do Mnichova, kde začala kariéru jako napodobitel žen. Vystupovala na mnoha varietních scénách. Během hostování v představení v hamburském divadle Hansa-Theater ohromila šáha Rezu Pahlaviho, který ji následně angažoval v Teheránu. Její vystupování a odívání ale bylo mnohými v Íránu považováno za nevhodné, proto byla nucena přepracovat svá představení. Místo zpěvu a tance tedy zahvízdala Straussovu polku a Offenbachovu barcarolu pro šáha a jeho dvůr.
Schmid se stala v Orientu hvězdou a v Káhiře žila 15 let, během nichž cestovala po světě a vystupovala například s Frankem Sinatrou, Bobem Hopem, Édith Piaf, Marlene Dietrichovou nebo Josefinou Bakerovou.
V roce 1964 podstoupila operativní změnu pohlaví a změnila si jméno na Jeanette. Přestěhovala se do Vídně a pod uměleckým jménem Baroness Lips von Lipstrill pokračovala v mezinárodní kariéře ve hvízdání. Mezi osobnostmi, před kterými vystupovala, patřil i prezident Havel. V roce 1994 ji André Heller pozval na své turné Wintergarten a uvedl ji na Broadway. V roce 2004 získala čestný odznak za služby Rakouské republice.
Jeanette Baroness Lips von Lipstrill zemřela na chřipku ve věku 80 let.

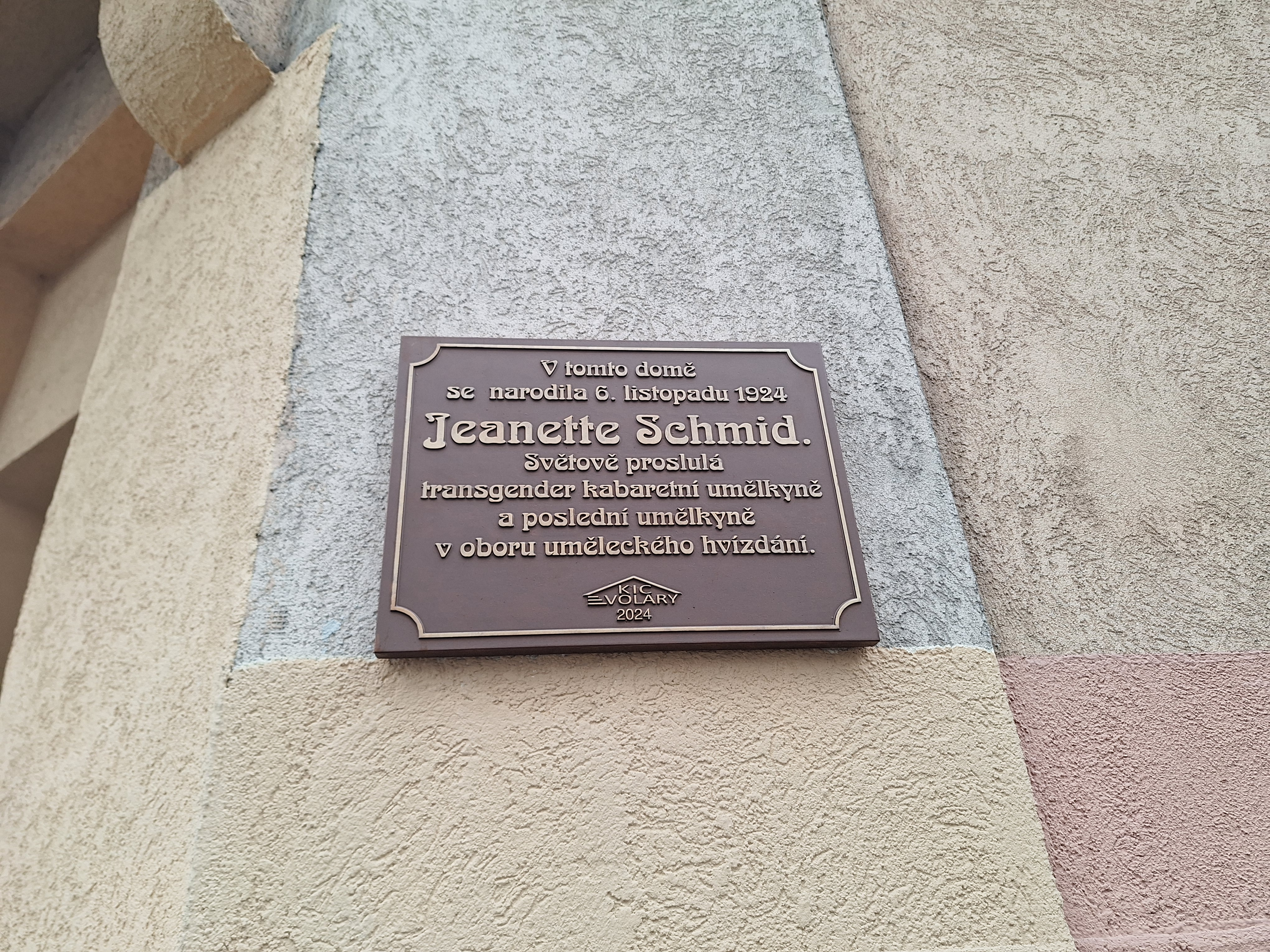
Pamětní deska na umělčině rodném domě

V roce 2024 byla odhalena pamětní deska na jejím rodném domě ve Volarech k oslavě 100 let výročí jejího narození.